# Єзереній-Векі
Єзереній-Векі (рум. Iezărenii Vechi) — село у Синжерейському районі Молдови. Адміністративний центр однойменної комуни, до складу якої також входить село Єзереній-Ной.

## Населення
За даними перепису населення 2004 року у селі проживали 1883 особи.
Національний склад населення села:
| Національність       | Кількість осіб | Відсоток   |
| -------------------- | -------------- | ---------- |
| молдавани румуни     | 1845 5         | 98,0% 0,3% |
| українці             | 27             | 1,4%       |
| росіяни              | 4              | 0,2%       |
| поляки               | 1              | 0,1%       |
| інша / без відповіді | 1              | 0,1%       |
| Всього               | 1883           | 100%       |